# 長毛犰狳
長毛犰狳（學名：Chaetophractus vellerosus）是一種犰狳。在南美洲的中部及南部生活，慣於挖地洞，受驚時會發出尖叫聲。
本物種有兩個亞種，分別是：
- Subspecies Chaetophractus vellerosus pannosus (Thomas, 1902)
- Subspecies Chaetophractus vellerosus vellerosus (Gray, 1865)：指名亞種。

2015年一項研究發現本物種的指名亞種跟密毛犰狳除了在體型上有些微差異，無論是形態學上從兩者的頭骨比較還是遺傳學上都無法分辨兩者。
因此，密毛犰狳很可能只是長毛犰狳的指名亞種的異名，而整個毛犰狳属亦很可能是一個多系群。IUCN目前已刪了密毛犰狳的紀錄。